# Synagoga v Hluboké nad Vltavou
Synagoga v Hluboké nad Vltavou stojí v jižní části města Hluboká nad Vltavou v Tyršově ulici č. p. 15. Byla vystavěna namísto nedaleké modlitebny v horním patře domu č. p. 8 z roku 1680, jež je dnes součástí obytného domu.
Bohoslužby se zde konaly až do roku 1945, ale vybavení interiéru bylo zničeno nacisty. Po 2. světové válce začala synagogu využívat Církev československá husitská, přičemž se o 90 stupňů změnila její orientace, poslední roky je však budova prázdná a k církevním účelům se nepoužívá.

## Reference

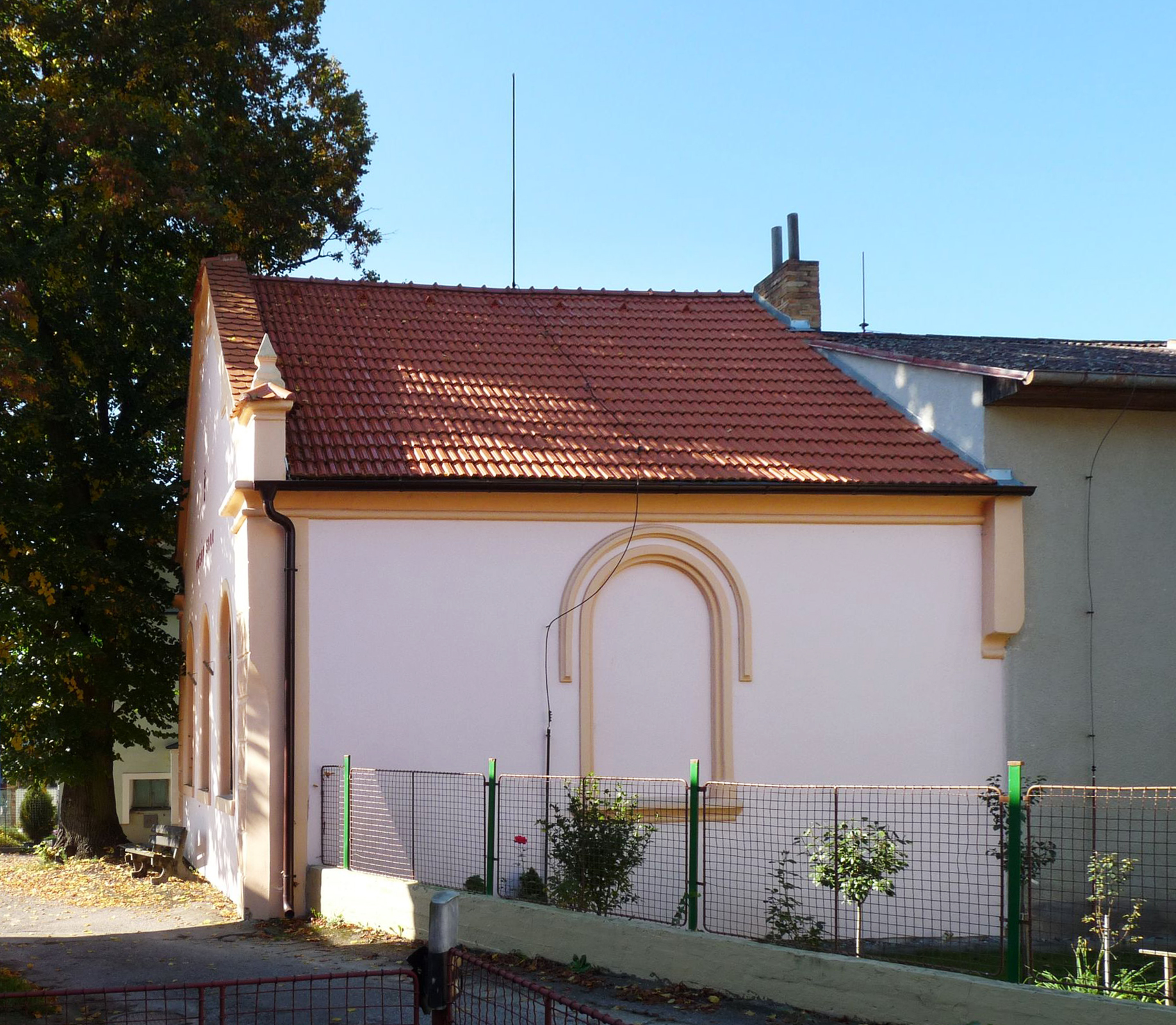
Synagoga od severovýchodu
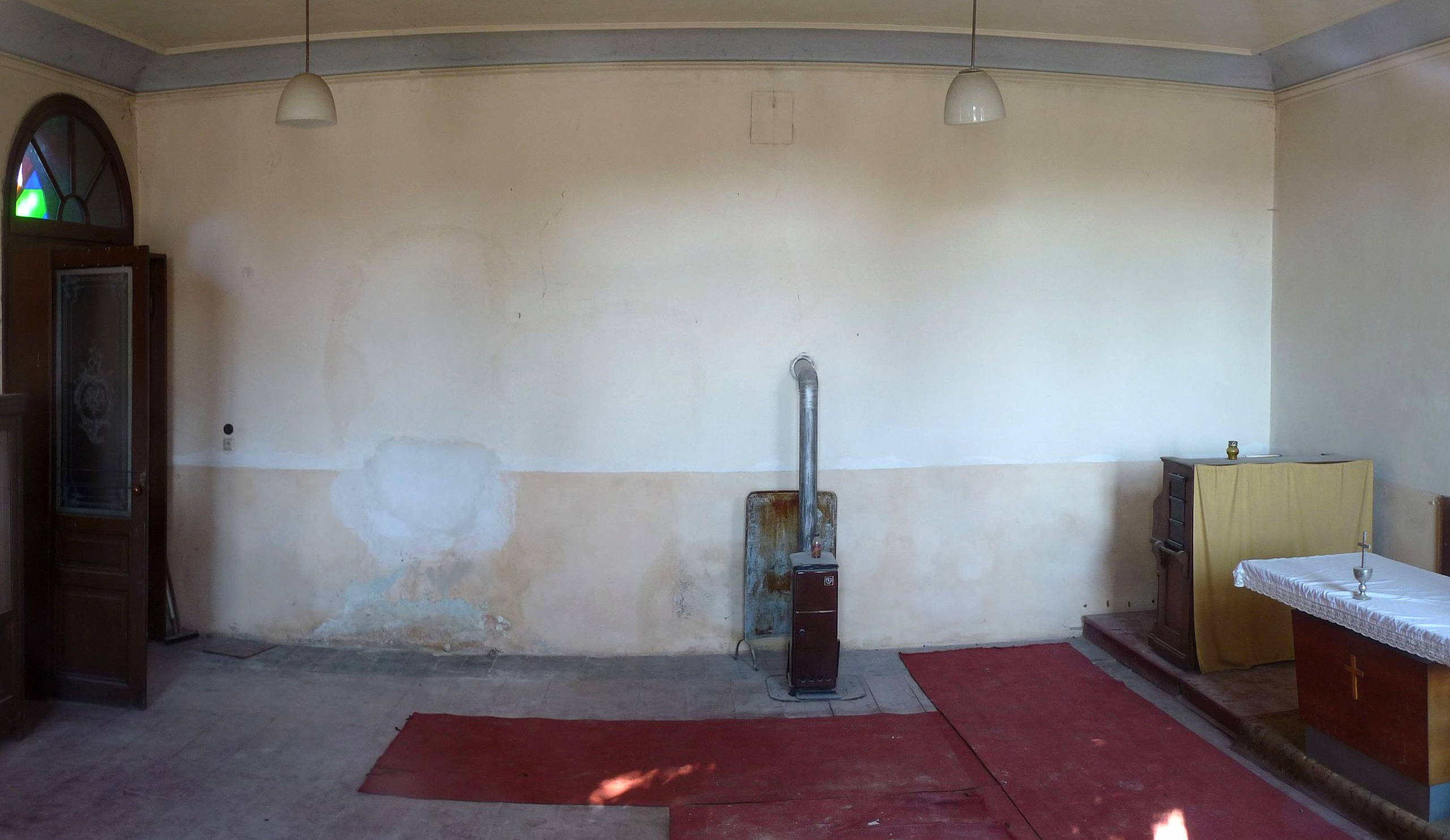
Interiér synagogy (2011)
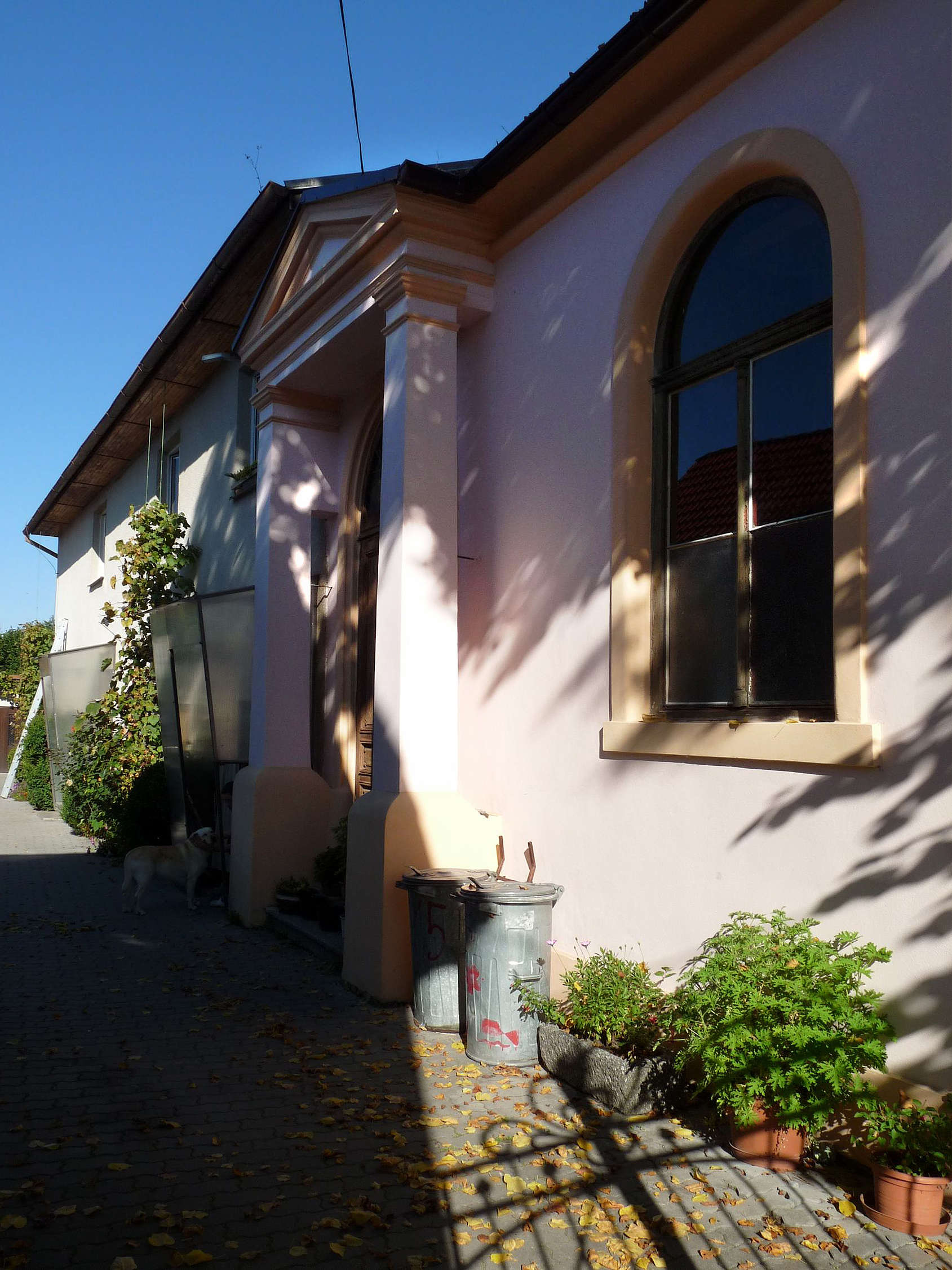
Vstup do bývalé synagogy